# Le Chesnay
Le Chesnay war eine französische Gemeinde mit 27.324 Einwohnern (Stand: 1. Januar 2022) im Département Yvelines in der Region Île-de-France. Sie gehörte zum Arrondissement Versailles und war Hauptort des Kantons Le Chesnay. Die Einwohner werden Chesnaysiens genannt.

## Geografie
Le Chesnay liegt unmittelbar nordöstlich der Schlossanlagen von Versailles. Zusammen mit Versailles und weiteren umliegenden Gemeinden bildet Le Chesnay ein geschlossenes Siedlungsgebiet im Westen des Großraumes Paris.
Nachbarortschaften von Le Chesnay sind La Celle-Saint-Cloud im Norden, Vaucresson und Marnes-la-Coquette im Nordosten, Versailles im Südosten, Süden und Südwesten sowie Rocquencourt im Nordwesten.

## Geschichte
Zum 1. Januar 2019 wurden Le Chesnay und Rocquencourt zur Commune nouvelle Le Chesnay-Rocquencourt zusammengelegt.

## Wissenschaft und Forschung
In Le Chesnay befindet sich der Sitz des Institut national de recherche en informatique et en automatique (INRIA).

## Partnerschaften
Es besteht eine Städtepartnerschaft mit der hessischen Kreisstadt Heppenheim (Bergstraße).

## Krankenhaus
- Hôpital André Mignot

## Persönlichkeiten

### Söhne und Töchter
- Nicolas Anelka (* 1979), Fußballspieler
- Tristan Gommendy (* 1980), Rennfahrer
- Kevin Staut (* 1980), Springreiter
- Laura Georges (* 1984), Fußballspielerin
- Sébastien Rouault (* 1986), Schwimmer
- Thomas Baroukh (* 1987), Leichtgewichts-Ruderer
- Youssouf Sabaly (* 1993), Fußballspieler
- Benoît Kounkoud (* 1997), Handballspieler
- Joan-Benjamin Gaba (* 2001), Judoka
- Victor Wembanyama (* 2004), Basketballspieler

### Gestorben in Le Chesnay
- Charles Valérand Ragon de Bange (1833–1914), Oberst der Artillerie und Schöpfer des französischen Geschützsystems Anfang des 20. Jahrhunderts
- Bernard-Pierre Donnadieu (1949–2010), Schauspieler und Synchronsprecher
- Auguste Bravais (1811–1863), Physiker
- Pierre Alexandre le Camus (1774–1824), Günstling und zeitweiliger Staatsmann
- Marie Amélie Louise Hélène d’Orléans; * 28. September 1865 in London-Twickenham; † 25. Oktober 1951 in le Chesnay, letzte Königin von Portugal

## Sehenswürdigkeiten
- Kirche St. Antonius, 1910 errichtet
- Kirche Saint-Germain von 1805
- Kirche Notre-Dame-de-la-Résurrection, 1970 errichtet
- Mormonentempel Paris
- Schloss Le Grand Chesnay mit Park

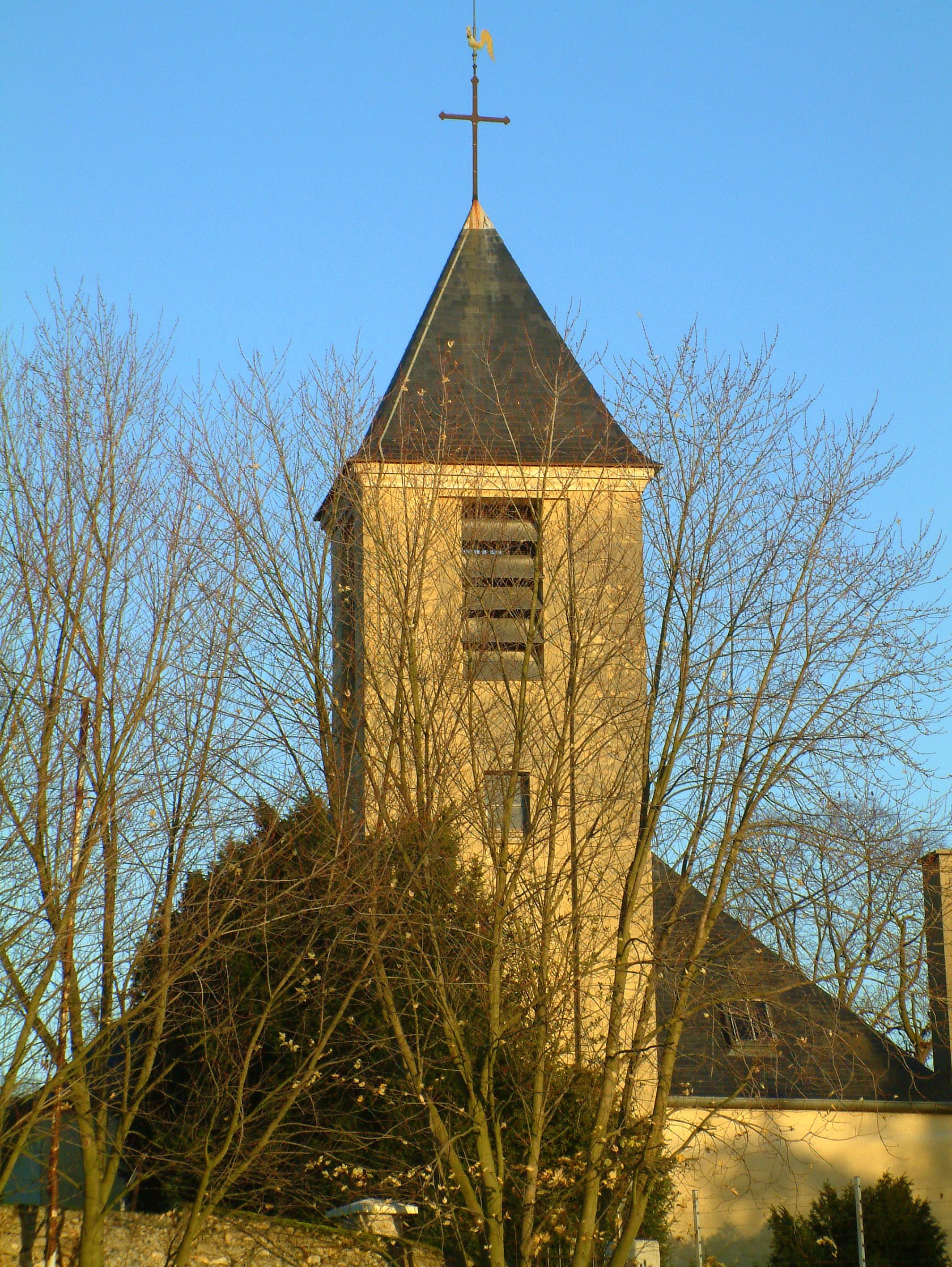
Kirche Saint-Germain
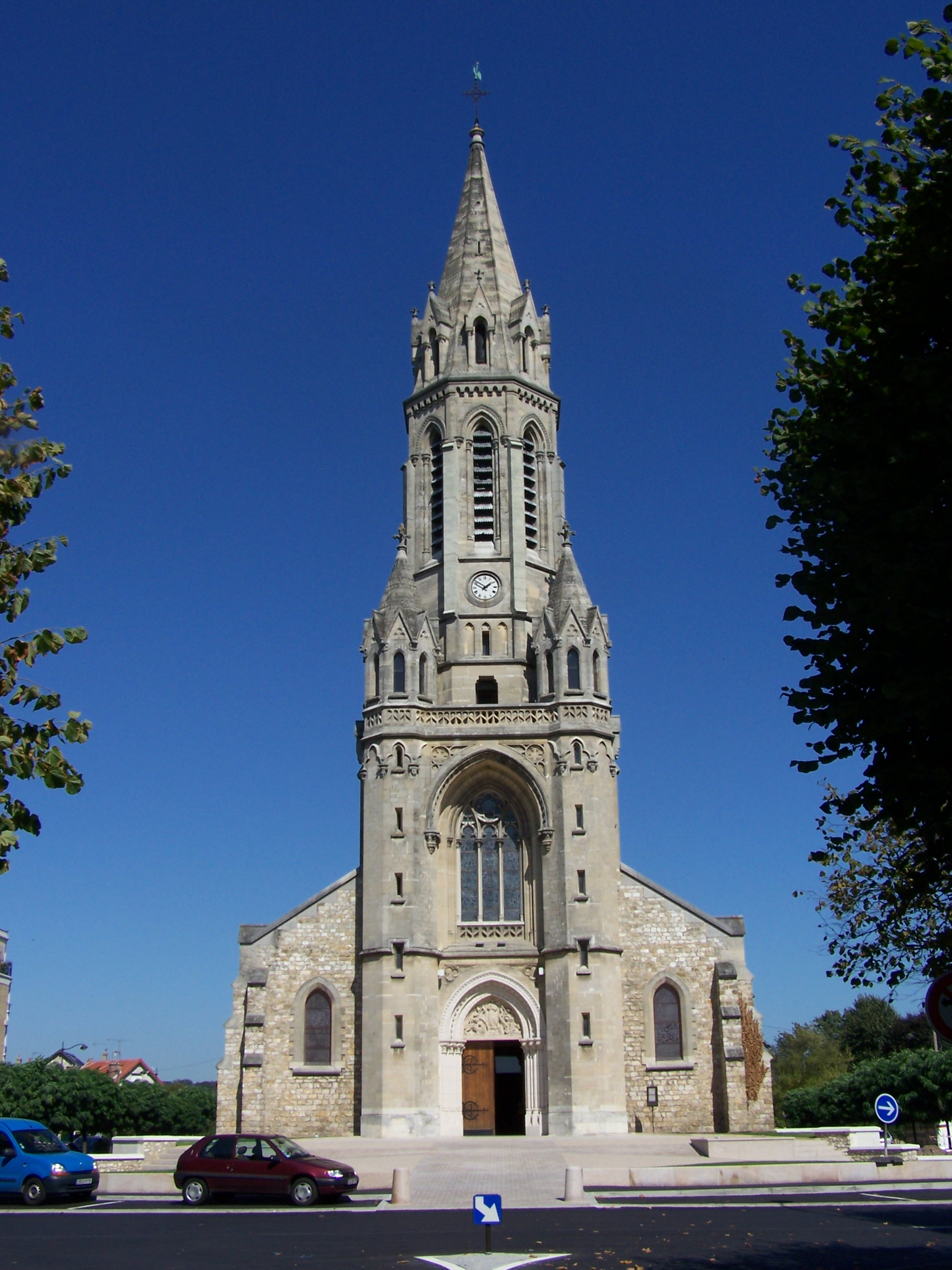
Kirche Saint-Antoine-de-Padoue
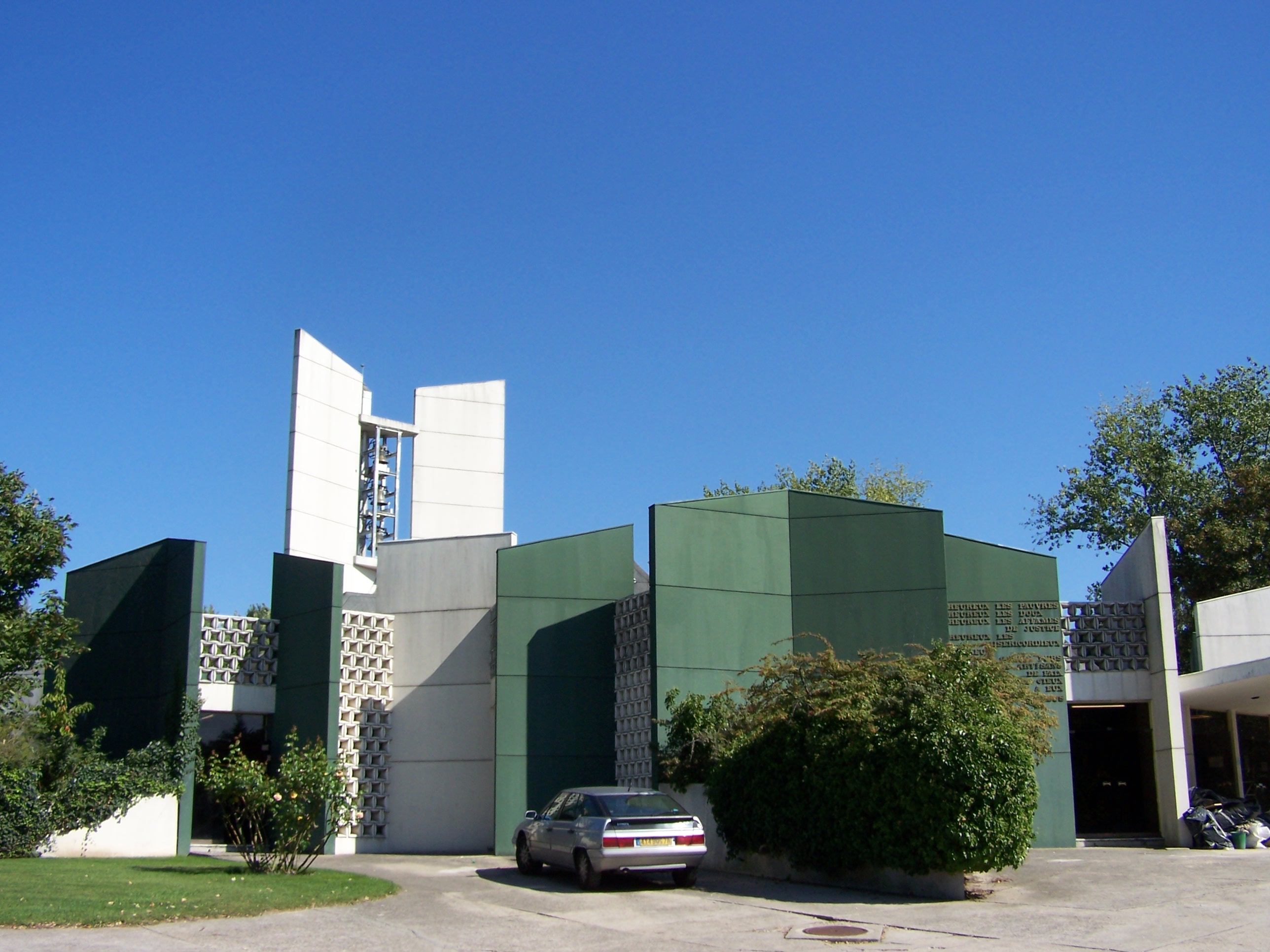
Kirche Notre-Dame-de-la-Résurrection
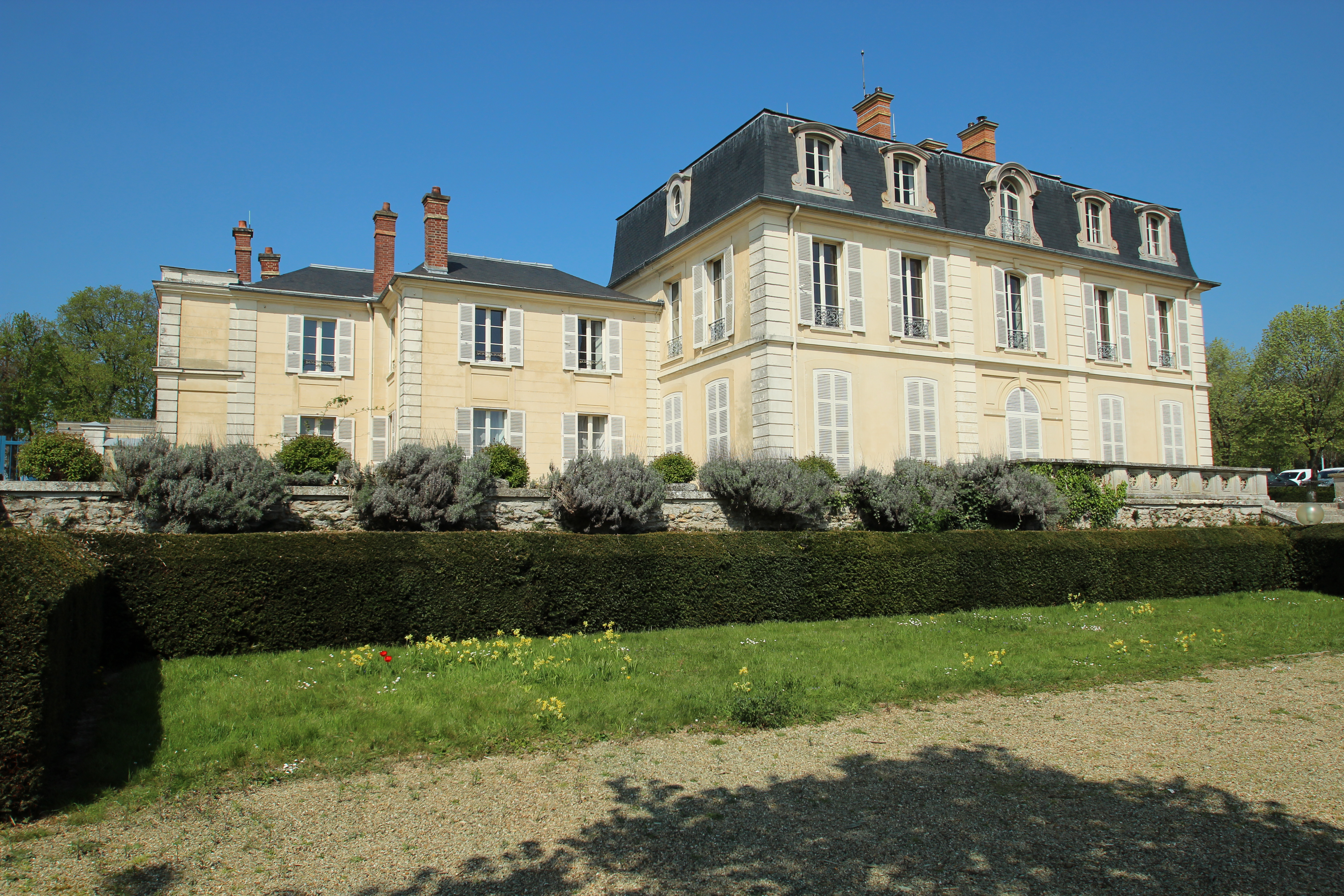
Schloss LE Grand Chesnay